# Вазям
Вазям (Азям) — река в России, течёт по территории Хайбуллинского района Башкортостана. Устье реки находится в 448 км по правому берегу реки Сакмара. Длина реки составляет 20 км.
В 6,9 км от устья Вазям в неё слева на высоте 294 м над уровнем моря впадает Большая Яра.

## Данные водного реестра
По данным государственного водного реестра России относится к Уральскому бассейновому округу, водохозяйственный участок реки — Сакмара от истока до впадения реки Большой Ик. Речной бассейн реки — Урал (российская часть бассейна).
Код объекта в государственном водном реестре — 12010000512112200005379.